# Шиллинг, Евгений Михайлович
Евгений Михайлович Шиллинг (7 октября 1892, Москва, Российская империя — 4 декабря 1953, там же, СССР) — советский кавказовед-историк, этнограф, поэт. Внёс большой вклад в изучение народов Кавказа в 1920-е—1940-е годы.

## Биография
Евгений Шиллинг родился в 1892 году в Москве. Окончил историко-филологический факультет Московского университета.
С 1919 года служил при библиотеке в Красной Армии. Одновременно занимался сбором этнографических и фольклорных материалов в Витебской, Петроградской и Псковской губерниях.
После демобилизации в 1920 году работал в Комитете по изучению языков и этнических культур народностей Кавказа (впоследствии НИИ этнических и национальных культур народов Востока СССР).
Практически ежегодно был участником и руководителем экспедиций в Абхазию, Грузию, Чечено-Ингушетию, Кабарду, но чаще всего в Дагестан. С момента создания Центрального музея народоведения в 1924 году (позднее Музей народов СССР) был научным сотрудником и организатором нового музея, постоянно пополнял его предметами культуры и быта, привозимых из экспедиций.
В начале 1930 года был арестован по «делу музейщиков»; отсидел 8 месяцев в тюрьме.
Е. М. Шиллинг начал работу на кафедре этнографии Исторического факультета МГУ им. М. В. Ломоносова с момента ее основания в 1939 году и в должности доцента проработал фактически до конца жизни (был уволен по собственному желанию в 1952 году). С 1943 года Евгений Михайлович работал научным сотрудником (по совместительству) в Секторе Кавказа Института этнографии АН СССР.
Евгений Михайлович Шиллинг всю жизнь был глубоко верующим человеком. До ареста его близкого друга и духовного учителя Павла Флоренского планировал стать священником. Отказался от этой мечты по просьбе семьи.
Умер 4 декабря 1953 года. В праздник Введения во Храм Пресвятой Богородицы в алтаре Елоховского Собора в Москве.

## Научная деятельность
Исследования Шиллинга в основном концентрировались вокруг двух тем — религиозные верования и прикладное искусство народов Кавказа. Благодаря ему до наших дней сохранились очень ценные, точные и лаконичные описания системы религиозных воззрений абхазов, вайнахов, сванов, адыгов, народов Дагестана. Им оставлены наблюдения. Часть этих работ пока не опубликована. Рукописи хранятся в архивохранилищах Москвы и многих городов Кавказа.

### Избранные труды
- Шиллинг Е. М. Абхазы // Религиозные верования народов СССР. — М.; Л., 1931. — Т. 2. — С. 55-78.
- Шиллинг Е. М. Балхар : Женские худ. промысла дагестанского аула Балхар. — Пятигорск: Севкавгиз, 1936. — 22 с.[1]
- Шиллинг Е. М. В Гудаутской Абхазии (из поездки осенью 1925 г.) // Этнография. — 1926. — У. 1-2. — С. 61-82.
- Шиллинг Е. М. Дагестанские кустари : (Применит. к обстановочным залам этно-парка). — М.: Центр. музей народоведения, 1926. — 44+2 с. — (Этнол. очерки ; № 1).[1]
- Шиллинг Е. М. Изобразительное искусство народов горного Дагестана // Докл. и сообщения истор. фак-та МГУ. — 1950. — № 9. — С. 46-86.
- Шиллинг Е. М. Ингуши и чеченцы // Религиозные верования народов СССР. — М.; Л., 1931. — Т. 2. — С. 9-40.
- Шиллинг Е. М. Ковроткачество Дагестана // СЭ. — 1936. — № 4-5. — С. 163—177.
- Шиллинг Е. М. Кубачи : [Художественные работы по металлу аула Кубачи в Дагестане]. — Пятигорск: Орджоникидзев. краев. изд-во, 1937. — 130 с.[1]
- Шиллинг Е. М. Кубачинская серебряная доска с выгравированным текстом постановления ВЦИК об образовании Дагестанской АССР : Монументальное произведение златокузнечного мастерства кубачей. — М.: Тип. Музея народов СССР, 1938. — 29 с.[1]
- Шиллинг Е. М. Кубачинцы и их культура : Ист.-этногр. этюды. — М.; Л.: Изд-во Акад. наук СССР, 1949. — 224 с. — (Академия наук СССР. Труды Института этнографии имени Н. Н. Миклухо-Маклая, Новая серия ; Т. 8).[1]
- Шиллинг Е. М. Сваны // Религиозные верования народов СССР. — М.; Л., 1931. — Т. 2. — С. 79-102.
- Шиллинг Е. М. Черкесы // Религиозные верования народов СССР. — М.; Л., 1931. — Т. 2. — С. 41-54.
- Шиллинг Е. М. Народы Кавказа: Малые народы Дагестана. — М.: ИЭА РАН, 1993. — 277 с.

## Литературная деятельность
Кроме этнографии занимался литературным творчеством.
Первые стихи Е. М. Шиллинга были изданы в сборнике «Пѣта» за 1916 год.
Был поэтом, тесно связанным с религиозно-философским течением, организовавшимся вокруг журнала искусств «Маковец». Автор знаменитого в свое время манифеста молодых писателей «Взгляд и нечто», опубликованного в первом номере журнала «Маковец».

### Избранные сочинения
- Второй: Сб. стихов — М.: СОПО, 1922. — [30] с. — (Авт.: О. Э. Мандельштам, Н.Хабиас-Комарова, М. Д. Ройзман, А.Арго, С.Рубанович, М.Златопольский, Т. М. Левит, Б. Л. Пастернак, Е. М. Шиллинг, Б. М. Лапин и др.)
- Пѣта [литературный сб.]. — М.: Пѣта, 1916. — Сб. 1. — 46 с. — (Авт.: Асеев, Бобров, Большаков, Лопухин, Платов, Третьяков, Хлебников, Чартов, Шиллинг, Юрлов)
- «Наш пролог», Из фантасмагории «Ассировавилоняне или Халдеи», «Взгляд и нечто» / Е.Шиллинг // Маковец: Журнал искусств. — М.: Млечный путь, 1922. — № 1.
- «Отрывки из еще неоконченной книги», «Менада» (отрывки из «Причитаний») / Е.Шиллинг // Маковец: Журнал искусств. — М.: Млечный путь, 1922. — № 2.
- Московский парнас : Сб. второй. — М.: Тип. 1-й Моск. труд. артели, 1922. — 111 с. — (Авт.: И. А. Аксёнов, Н. В. Бенар, Т.Мюллер, В.Герцфельде, С.Бобров, А.Лихтенштейн, А.Гильбо, Я.Ван-Годдис, Е. М. Шиллинг, Б. М. Лапин и др.)

## Семья
Отец — Михаил Николаевич Шиллинг; мать — Екатерина Фёдоровна Аксентьева.
Братья: Константин (умер от туберкулёза), Николай, Михаил.
Жена — Варвара Николаевна Робер (1892—1974);
- дочь — Екатерина (в замужестве Григорьева; 1928—2010), художница, член-корреспондент РАХ.